# دانيال كورزن
دانيال كورزن (بالإنجليزية: Daniel Curzon)‏ (19 مارس 1938)؛ روائي أمريكي.